# ماريا بولوك
ماريا بولوك (بالإنجليزية: Mariah Nogueira) (22 فبراير 1991 بويستمينستير في الولايات المتحدة - ) هي لاعبة كرة قدم أمريكية في مركز الوسط. شاركت مع منتخب الولايات المتحدة تحت 23 سنة للسيدات لكرة القدم ‏. أما مع النوادي، فقد لعبت مع بوسطن بريكرز وسياتل رين.

## وصلات خارجية
- ماريا بولوك على موقع قاعدة بيانات كرة القدم.إي يو (الإنجليزية)
- ماريا بولوك على موقع Soccerway.com (الإنجليزية)
- ماريا بولوك على موقع عالم كرة القدم.نت (الإنجليزية)